# Александр, Марк
Марк Александр (фр. Marc Alexandre, 30 октября 1959 года, Париж, Франция) — французский дзюдоист, чемпион Олимпийских игр, призёр чемпионата мира, пятикратный чемпион Европы, двукратный чемпион Франции. Обладатель 8-го дана дзюдо.

## Биография
Начал карьеру в большом спорте в 1981 году, когда занял третье место на чемпионате Франции. В 1982 году был третьим на турнире Tournoi de Paris, вновь бронзовым призёром чемпионата Франции, также завоевал третьи места на турнирах в Потсдаме и José Ramon Rodriguez на Кубе. В этом же году стал чемпионом мира среди военнослужащих и чемпионом Европы в командных соревнованиях. В 1983 году был третьим на турнире Polish Open. В 1984 году в актив записал «бронзу» Tournoi de Paris, стал чемпионом Европы и чемпионом Франции.
Выступал на Олимпийских играх 1984 года, в категории до 65 килограммов боролись 34 дзюдоиста. Борец, победивший во всех схватках группы выходил в финал, где встречался с борцом из другой группы. Проигравшие финалистам, начиная с четвертьфинала, встречались в «утешительных» схватках, по результатам которых определялись бронзовые призёры.
Марк Александр дошёл до полуфинала, победив в первой схватке удержанием, во второй сумел провести боковую подсечку на низшую оценку кока, в третьей схватке победил лишь по предпочтению судей, а в полуфинале также предпочтением проиграл. В схватке за третье место сумел провести подхват под одну ногу и завоевал бронзовую медаль олимпийских игр.
| Круг               | Соперник       | Страна         | Итог      | С оценкой                        | Продолжительность |
| ------------------ | -------------- | -------------- | --------- | -------------------------------- | ----------------- |
| 1/16               | Макс Нарваез   | Парагвай       | Победа    | иппон (кудзурэ ками сихо гатамэ) | 2:25              |
| 1/8                | Брэд Фарроу    | Канада         | Победа    | кока (дэаси харай)               | 5:00              |
| 1/4                | Франц Очко     | Югославия      | Победа    | юсей-гати                        | 5:00              |
| 1/2                | Ёсиюки Мацуока | Япония         | Поражение | юсей-гати                        | 5:00              |
| Схватка за 3 место | Стефан Геуторп | Великобритания | Победа    | юко (ути-мата)                   | 7:00              |

В 1984 году ещё раз стал чемпионом Европы в команде. В 1985 году выиграл в составе сборной командный Кубок мира, стал чемпионом Франции, и завоевал серебряные медали чемпионата Европы в личном и командном зачётах. В 1986 году стал серебряным призёром Tournoi de Paris, победил на турнире Liberation Lovetch, на чемпионате Франции и чемпионате Европы в личном зачёте остался третьим, на командном чемпионате Европы стал чемпионом. В 1987 году стал победителем Tournoi de Paris, выиграл открытый Кубок Венгрии, победил на международном турнире в Тбилиси, был серебряным призёром чемпионата Франции, чемпионата Европы в команде и чемпионата мира. В 1988 году вновь победил на Tournoi de Paris и остался третьим на чемпионате Франции.
Выступал на Олимпийских играх 1988 года, в категории до 71 килограмма боролись 41 дзюдоист.
В этой категории не было явного фаворита: на золотую медаль претендовали по крайней мере 6 борцов. Марк Александр в первой встрече на четвёртой минуте закончил чистой победой, до этого трижды проведя оцененные действия, во второй встрече победил лишь по предпочтению судей, в третьей встрече Александр и его противник оба смогли провести броски на юко, но противник получил предупреждение чуй, в полуфинале француз смог выиграть только с минимальным счётом. В финале Марк Александр лишь в самом конце встречи смог провести подсечку изнутри на низшую оценку и стал олимпийским чемпионом.
| Круг  | Соперник        | Страна                                    | Итог   | С оценкой         | Продолжительность |
| ----- | --------------- | ----------------------------------------- | ------ | ----------------- | ----------------- |
| 1/16  | Усмане Камара   | Мали                                      | Победа | иппон             | 3:52              |
| 1/8   | Берталан Хайтос | Венгрия                                   | Победа | юсей гати         | 5:00              |
| 1/4   | Хоакин Руис     | Испания                                   | Победа | юко               | 5:00              |
| 1/2   | Георгий Тенадзе | Союз Советских Социалистических Республик | Победа | кока              | 5:00              |
| Финал | Свен Лолл       | Германская Демократическая Республика     | Победа | кока (коути гари) | 5:00              |

В 1988 году ещё раз стал чемпионом Европы в команде. В 1989 году был третьим на Tournoi de Paris, чемпионате Европы, пятым на чемпионате мира и завоевал европейский клубный кубок.
До 2004 года был тренером сборной Франции по дзюдо. С 2004 года живёт неподалёку от Марселя и тренирует молодёжную женскую сборную Франции.